# Lozang Döndub
Lozang Döndub (1505–1568) byl 3. pančhenlama tibetské buddhistické školy Gelugpa. Stejně jako jeho dva předchůdci byl uznán až posmrtně. Lozang Döndub byl známý tím, že strávil 20 let osamoceným meditováním v jeskyni nedaleko Himálají.
| Linie pančhenlamů          | Linie pančhenlamů       | Linie pančhenlamů                 |
| -------------------------- | ----------------------- | --------------------------------- |
| Předchůdce: Sönam Čhoglang | 1505–1568 Lozang Döndub | Nástupce: Lozang Čhökji Gjalcchän |